# Daisuke Narimatsu
Daisuke Narimatsu (jap. 成松 大介, Narimatsu Daisuke; * 24. Dezember 1989 in Kumamoto) ist ein japanischer Boxer im Leichtgewicht.

## Karriere
Daisuke Narimatsu ist Linksausleger, 172 cm groß und begann 2005 im Alter von 16 Jahren mit dem Boxen. Sein Trainer ist Yoshiyuki Hirano, ebenfalls von der Sportschule der Selbstverteidigungsstreitkräfte.
Sein erster größerer Erfolg war der zweite Platz bei den japanischen Meisterschaften 2009, als er drei erfahrene Gegner besiegen konnte und erst im Finale gegen den Olympiateilnehmer Satoshi Shimizu ausschied. Seine erste nationale Meisterschaft gewann er schon im Jahr darauf bei den japanischen Meisterschaften 2010, als ihm ein Finalsieg gegen Chikashi Kawada und damit der Titelgewinn im Bantamgewicht gelang. 2011 gewann er den nationalen Meistertitel im Leichtgewicht durch Finalsieg gegen Kenji Fujita und wurde ins Nationalteam aufgenommen.
2012 versuchte er sich für die Olympischen Spiele von London zu qualifizieren und nahm an den Asian Olympic Qualifiers in Astana teil. Im ersten Kampf besiegte er zwar den Turkmenen Myrat Pazziyev, verlor aber anschließend gegen den zweifachen Südostasien-Meister Charly Suarez von den Philippinen. Im selben Jahr gewann er jedoch noch das Japanese National Athletic Meeting und die japanischen Meisterschaften. Er schlug dabei in den Finalkämpfen Kenji Fujita und Koki Inoue.
Bei den Asienmeisterschaften 2013 in Jordanien schlug er im ersten Kampf Meder Mamakeyev aus Kirgisistan, unterlag aber dann gegen den zweifachen Olympiateilnehmer Sailom Adi. Auch bei den Weltmeisterschaften 2013 in Astana gelang ihm gegen Michael Alexander aus Trinidad und Anwar Junussow aus Tadschikistan ein erfolgreicher Einstieg. Im Achtelfinale kam jedoch das Aus gegen Luis Arcón aus Venezuela. Zudem gewann er erneut die japanische Meisterschaft im Leichtgewicht. Für 2013 wurde er vom japanischen Amateurboxverband zum technisch besten Boxer Japans gewählt.
2014 wechselte er zurück ins Bantamgewicht, schied jedoch im Finale der nationalen Qualifikation zur Teilnahme an den Asienspielen gegen Kenji Fujita aus. Danach wechselte er zurück ins Leichtgewicht. 2015 gewann er den President’s Cup in Indonesien mit einem Finalsieg gegen den Mongolen Dordschnjambuugiin Otgondalai, Goldmedaillengewinner der Asienspiele 2014. Zudem sicherte sich Narimatsu eine Bronzemedaille bei den Asienmeisterschaften 2015 in Thailand. Er war dabei im Halbfinale gegen den Kasachen Zakir Safiullin ausgeschieden, nachdem er zuvor die Starter aus Turkmenistan, Kirgisistan und Vietnam besiegt hatte.
Im Oktober 2015 nahm er noch an den Weltmeisterschaften in Katar teil und besiegte den Ägypter Mahmoud Abdel-Aal, ehe im Achtelfinale eine Niederlage gegen den Ukrainer Timur Belyak folgte. Im November 2015 gewann er erneut den japanischen Meistertitel. Er wurde anschließend von der Asian Boxing Confederation für seine Erfolge dieses Jahres zum Boxer des Monats November ernannt.
2016 konnte er sich für die Olympischen Sommerspiele von Rio qualifizieren. Er hatte sich dabei in der nationalen Qualifikation im Januar gegen Satoshi Shimizu durchgesetzt, dem 2012 der Gewinn einer Olympiamedaille gelungen war. Danach trat er von März bis April bei den asiatisch-ozeanischen Ausscheidungskämpfen in China an. Dort konnte er in den Einzugsrunden den Kirgisen Bek Kamchybekov und den Jordanier Obada al-Kasbeh besiegen, erlitt dann zwar eine Niederlage im Halbfinale gegen den Mongolen Dordschnjambuugiin Otgondalai, schlug aber danach beim Kampf um den letzten Qualifikationsplatz den Chinesen Shan Jun.
Bei den Olympischen Spielen in Rio gewann er die Vorrunde mit 2:1 gegen Luis Cabrera, schied aber im Achtelfinale gegen Carlos Balderas mit 0:3 aus. 2017 und 2018 gewann Narimatsu jeweils die japanische Meisterschaft im Halbweltergewicht durch Finalsiege gegen Yuta Akiyama.
2018 startete er im Halbweltergewicht bei den Asienspielen in Indonesien und konnte das Halbfinale erreichen, wo er mit einer Bronzemedaille gegen Iqboljon Xoldorov ausschied. Bei den Asienmeisterschaften 2019 in Thailand schied er im ersten Kampf gegen Ray Ocana von den Philippinen aus. Zudem startete er 2019 noch bei den Weltmeisterschaften in Russland, wo er vor dem Erreichen der Medaillenränge knapp mit 2:3 gegen den Brasilianer Wanderson de Oliveira ausschied. Zuvor hatte er Ali Aljassas aus Saudi-Arabien (5:0) und den Georgier Otar Eranossian (4:0) besiegt.
Bei den 2021 in Tokio ausgetragenen Olympischen Spielen besiegte er in der Vorrunde Fiston Mbaya Mulumba, schied jedoch im Achtelfinale kampflos aufgrund einer Verletzung gegen Zakir Safiullin aus.